# Fenhexamid
Fenhexamid (ISO-naam) is een fungicide. Het behoort tot de hydroxyanilides. De stof is ontwikkeld door Bayer CropScience. Merknamen zijn Teldor (Europa), Elevate (Noord-Amerika) en Password (Japan).

## Toepassing
Fenhexamide is een specifiek fungicide voor de bestrijding van Botrytis cinerea (grauwe schimmel) en verwante organismen zoals Monilia-rot, op verschillende plantensoorten: druivelaars, bessen, steenfruit, citrusvruchten, groenten, sierplanten en -bomen.

## Regelgeving
De Europese Commissie heeft fenhexamid opgenomen in de lijst van gewasbeschermingsmiddelen die in de Europese Unie mogen toegelaten worden. De geldigheidsduur liep tot en met 31 mei 2011, maar is nadien verlengd tot 31 december 2030.

## Toxicologie en veiligheid
Fenhexamid is een weinig toxische stof. Er zijn ook geen aanwijzingen dat ze kankerverwekkend zou zijn. Ze is niet giftig voor bijen en andere nuttige insecten. Ze is wel giftig voor vissen en waterorganismen.